# Eudarcia cuniculata
Eudarcia cuniculata är en fjärilsart som beskrevs av Edward Meyrick 1919. Eudarcia cuniculata ingår i släktet Eudarcia och familjen äkta malar. Inga underarter finns listade i Catalogue of Life.